# 双鱼座54b
双鱼座54b(也被称为双鱼座54Ab，以区别于该系统中的褐矮星)是一颗位于双鱼座、距离地球36光年的系外行星，其母星为橙矮星双鱼座54。 该行星的质量下限为1/5木星质量，其轨道周期大约为2个月，轨道离心率较大。

## 发现
2002年1月16日，一支由杰弗里·马西领导的天文团队宣布他们通过径向速度法发现了一颗环绕双鱼座54运转的系外行星。 径向速度法即通过测定恒星是否经历了由于某种引力拖曳引起的颤动效应来验证行星的存在。 据他们估计，该行星的质量大约只有木星质量的20%（其质量和体积均接近于土星）。

## 轨道和质量

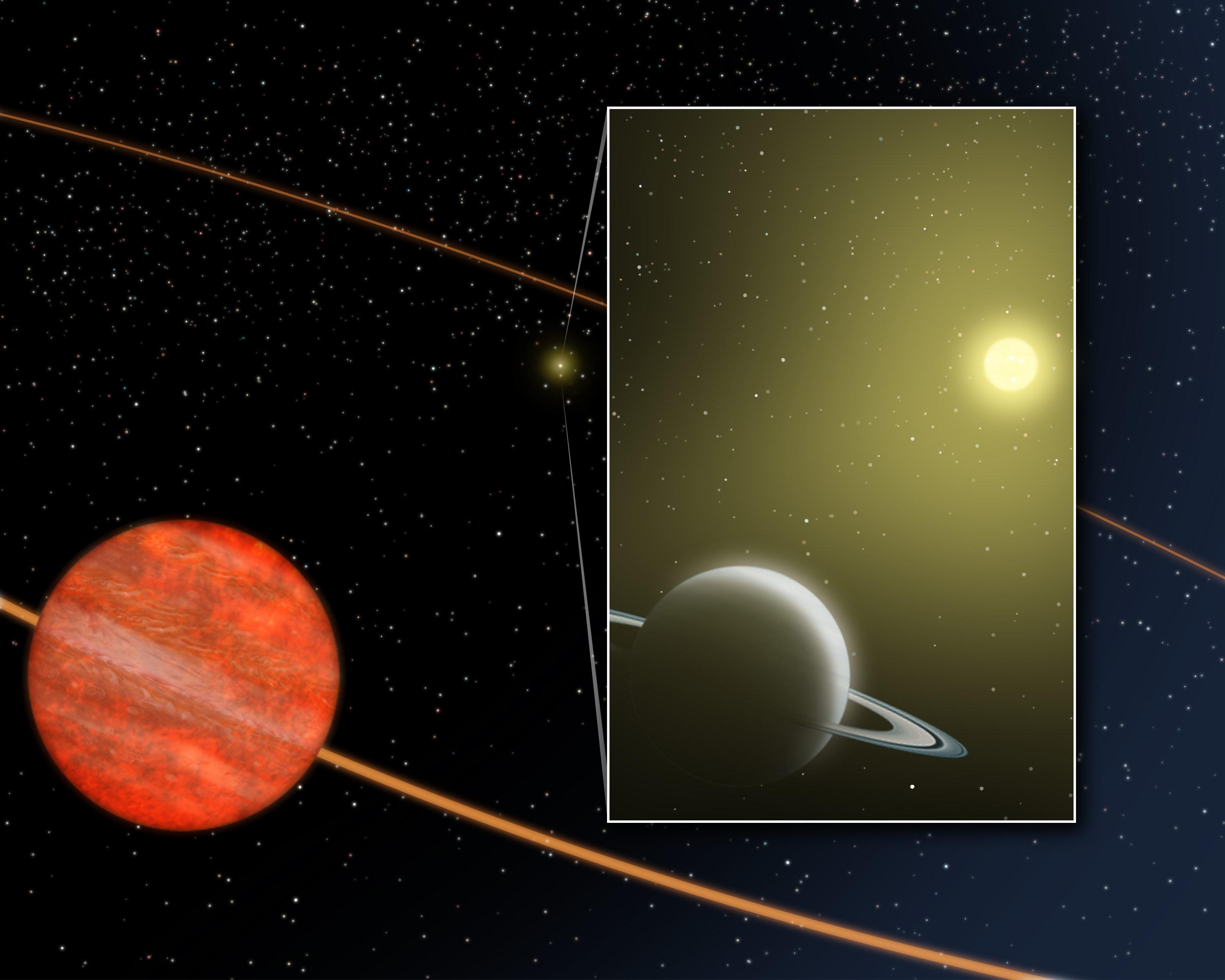
双鱼座54系统内的褐矮星和行星的艺术想象图。

该行星轨道与其母星的距离为0.28天文单位（小于水星与太阳的距离），只需要62地球日即可公转一周。其轨道离心率高达0.63，这种高度椭圆的轨道表明在离中央恒星更远的地方还存在着一颗未知天体将该行星向外拖拽。这一推测随着之后该系统内褐矮星的发现而得到证实。
此外，科学家还预测在距中央恒星0.68天文单位（相当于金星至太阳的距离）的地方还存在着一颗类地行星，其公转周期为240地球日。但是，双鱼座54b的偏心轨道可能会扰动这颗行星的轨道运行。